# Coivert
Coivert é uma comuna francesa na região administrativa da Nova Aquitânia, no departamento de Charente-Maritime. Estende-se por uma área de 14,78 km². Em 2010 a comuna tinha 214 habitantes (densidade: 14,5 hab./km²).